# Sapopemba (músico)
José Silva dos Santos (Penedo, 1946), mais conhecido como Sapopemba, é um ogã, cantor e percussionista brasileiro.

## Biografia
Nascido em 1946 em Penedo, Alagoas, mudou-se com 14 anos para Sapopemba, na Zona Leste de São Paulo, de onde originou-se seu apelido e nome artístico. Reconhecido como referência nas tradições Candomblés Ketu e Angola, no Coco Beradeiro e no Samba de Roda, passou mais de 50 anos pesquisando a cultura popular afro-brasileira. É citado como "enciclopédia viva" na pesquisa do cancioneiro popular, mantendo a memória viva de ritmos e canções de raiz africanas, passadas oralmente através de gerações. 

### Trajetória
Ogã desde a década de 60, é citado por estudiosos como uma "grande referência de musicalidade afro-brasileira". Desde 1990, faz parte da Abaçaí Cultura e Arte, entidade que promove a cultura popular e folclórica brasileira com a qual pratica e difunde suas memórias musicais. Junto do balé folclórico Abaçaí, gravou o CD Agô - Cantos Sagrados de Brasil e Cuba, lançado em 2003 e gravado em 2001 nas cidades de São Paulo, Havana e Salvador. Em 2007, se apresentou na cerimônia de encerramento dos Jogos Pan-Americanos que aconteceram no Rio de Janeiro. Cantou na trilha do espetáculo Milágrimas, de Ivaldo Bertazzo,  gravado em CD e DVD pelo Selo Sesc em 2013. Em 2016 foi participante convidado do programa “Provocações”, da TV Cultura. Na ocasião, o apresentador Antônio Abujamra o comparou a Clementina de Jesus, por sua marcante identidade vocal, com fortes influências africanas e por ter sido descoberto pela mídia quando mais velho. Faz parte do grupo Clareira, com Benjamin Taubkin, Mazeh Silva e outros. Já se apresentou em vários países, como Alemanha, Cuba, Coréia, Espanha e França e fez vários shows em Sescs, incluindo live a convite da entidade, durante a pandemia de covid-19. Em 2019 integrou programação cultural do Mês da Consciência Negra, em São Paulo. Parceiro de nomes como Ari Colares e Benjamim Taubkin, já se apresentou com Mônica Salmaso, Anelis Assumpção, Kiko Dinucci, entre outros.

### Documentários
Inspirou o documentário “O Canto Afro de Sapopemba”, lançado pelo Sesc em 2019, e o documentário “Sapopemba pelos Amigos”, de Paula Rocha e Caio Csermak.

### Discografia[16]
• Gbó - 2019
• Guga Stroeter e Orquestra HB convidam Sapopemba - 2010
• Agô: Cantos sagrados do Brasil e Cuba - 2003

###### Participação em álbuns
• Para Ti - 2019, de André Magalhães
• Cantos do Nosso Chão - 2016, do pianista Benjamim Taubkin e Núcleo de Música do Abaçaí